# 8256 Shenzhou
8256 Shenzhou è un asteroide areosecante. Scoperto nel 1981, presenta un'orbita caratterizzata da un semiasse maggiore pari a 2,1969847 UA e da un'eccentricità di 0,2496777, inclinata di 6,85546° rispetto all'eclittica.
L'asteroide è dedicato alla navicella spaziale cinese Shenzhou.